# شمس الدين الذوادي
شمس الدين الذوادي، (بالإنجليزية: Chamseddine Dhaouadi)، هو لاعب كرة قدم تونسي محترف. شارك في 3 مباريات مع منتخب تونس لكرة القدم.

## روابط خارجية
- شمس الدين الذوادي على موقع الاتحاد الدولي (مؤرشف)  (الإنجليزية)
- شمس الدين الذوادي على موقع قاعدة بيانات كرة القدم.إي يو (الإنجليزية)
- شمس الدين الذوادي على موقع ناشيونال فوتبول تيمز (الإنجليزية)
- شمس الدين الذوادي على موقع Soccerway.com (الإنجليزية)